# Lista över fornlämningar i Sundsvalls kommun (Attmar)
Lista över fornlämningar i Sundsvalls kommun (Attmar) är en förteckning av ett urval av de fornlämningar som finns i Attmar i Sundsvalls kommun.
| Namn                                     | Lämningstyp                      | Tillkomsttid | Historisk indelning | Plats                       | Läge                 | ID-nr          | Bild                                      |
| ---------------------------------------- | -------------------------------- | ------------ | ------------------- | --------------------------- | -------------------- | -------------- | ----------------------------------------- |
| Kullen (Attmar 2:1)                      | Hög                              |              | Attmar, Medelpad    |                             | 62.294825, 17.051946 | 10245100020001 | Ladda upp en bild av detta fornminne      |
| Attmar 3:1                               | Hög                              |              | Attmar, Medelpad    |                             | 62.296055, 17.052903 | 10245100030001 | Ladda upp en bild av detta fornminne      |
| Medelpads runinskrifter 5 (Attmar 4:1)   | Runristning                      | vikingatid   | Attmar, Medelpad    | Attmarby, vid Attmars kyrka | 62.312480, 17.054833 | 10245100040001 | Ladda upp en till bild av detta fornminne |
| Medelpads runinskrifter 4 (Attmar 4:2)   | Runristning                      | vikingatid   | Attmar, Medelpad    | Attmarby, vid Attmars kyrka | 62.312478, 17.055022 | 10245100040002 | Ladda upp en till bild av detta fornminne |
| Attmar 5:1                               | Hög                              |              | Attmar, Medelpad    |                             | 62.314924, 17.056041 | 10245100050001 | Ladda upp en bild av detta fornminne      |
| Attmar 8:1                               | Hög                              |              | Attmar, Medelpad    |                             | 62.311819, 17.062047 | 10245100080001 | Ladda upp en bild av detta fornminne      |
| Attmar 8:2                               | Hög                              |              | Attmar, Medelpad    |                             | 62.312103, 17.061919 | 10245100080002 | Ladda upp en bild av detta fornminne      |
| Attmar 10:1                              | Stensättning                     |              | Attmar, Medelpad    |                             | 62.313375, 17.048372 | 10245100100001 | Ladda upp en bild av detta fornminne      |
| Attmar 12:1                              | Hög                              |              | Attmar, Medelpad    |                             | 62.316330, 17.048464 | 10245100120001 | Ladda upp en bild av detta fornminne      |
| Attmar 13:1                              | Hög                              |              | Attmar, Medelpad    |                             | 62.317257, 17.048755 | 10245100130001 | Ladda upp en bild av detta fornminne      |
| Dalabacken (Attmar 14:1)                 | Hög                              |              | Attmar, Medelpad    |                             | 62.319078, 17.047469 | 10245100140001 | Ladda upp en bild av detta fornminne      |
| Dalabacken (Attmar 14:2)                 | Husgrund, förhistorisk/medeltida |              | Attmar, Medelpad    |                             | 62.318634, 17.047086 | 10245100140002 | Ladda upp en bild av detta fornminne      |
| Dalabacken (Attmar 14:3)                 | Husgrund, förhistorisk/medeltida |              | Attmar, Medelpad    |                             | 62.318400, 17.047171 | 10245100140003 | Ladda upp en bild av detta fornminne      |
| Attmar 15:1                              | Hög                              |              | Attmar, Medelpad    |                             | 62.313931, 17.048303 | 10245100150001 | Ladda upp en bild av detta fornminne      |
| Attmar 15:2                              | Hög                              |              | Attmar, Medelpad    |                             | 62.314005, 17.048474 | 10245100150002 | Ladda upp en bild av detta fornminne      |
| Attmar 15:3                              | Stensättning                     |              | Attmar, Medelpad    |                             | 62.314094, 17.048561 | 10245100150003 | Ladda upp en bild av detta fornminne      |
| Kyrknäset (Attmar 20:1)                  | Grav- och boplatsområde          |              | Attmar, Medelpad    |                             | 62.284682, 16.986541 | 10245100200001 | Ladda upp en bild av detta fornminne      |
| Attmar 34:1                              | Hög                              |              | Attmar, Medelpad    |                             | 62.280585, 16.956295 | 10245100340001 | Ladda upp en bild av detta fornminne      |
| Attmar 42:2                              | Hög                              |              | Attmar, Medelpad    |                             | 62.278442, 16.976338 | 10245100420002 | Ladda upp en bild av detta fornminne      |
| Attmar 52:1                              | Röse                             |              | Attmar, Medelpad    |                             | 62.281118, 17.053461 | 10245100520001 | Ladda upp en bild av detta fornminne      |
| Attmar 52:2                              | Stensättning                     |              | Attmar, Medelpad    |                             | 62.281133, 17.053828 | 10245100520002 | Ladda upp en bild av detta fornminne      |
| Attmar 52:3                              | Röse                             |              | Attmar, Medelpad    |                             | 62.280904, 17.053414 | 10245100520003 | Ladda upp en bild av detta fornminne      |
| Attmar 53:1                              | Hög                              |              | Attmar, Medelpad    |                             | 62.284652, 17.054686 | 10245100530001 | Ladda upp en bild av detta fornminne      |
| Attmar 53:3                              | Stensättning                     |              | Attmar, Medelpad    |                             | 62.284471, 17.054797 | 10245100530003 | Ladda upp en bild av detta fornminne      |
| Attmar 54:1                              | Hög                              |              | Attmar, Medelpad    |                             | 62.286019, 17.052392 | 10245100540001 | Ladda upp en bild av detta fornminne      |
| Borga, Börga, Borgen (Attmar 71:1)       | Fornborg                         |              | Attmar, Medelpad    |                             | 62.272699, 16.865463 | 10245100710001 | Ladda upp en bild av detta fornminne      |
| Attmar 78:1                              | Stensättning                     |              | Attmar, Medelpad    |                             | 62.247577, 16.780883 | 10245100780001 | Ladda upp en bild av detta fornminne      |
| Attmar 79:1                              | Röse                             |              | Attmar, Medelpad    |                             | 62.184936, 17.171614 | 10245100790001 | Ladda upp en bild av detta fornminne      |
| Attmar 79:2                              | Hög                              |              | Attmar, Medelpad    |                             | 62.184956, 17.171404 | 10245100790002 | Ladda upp en bild av detta fornminne      |
| Attmar 81:1                              | Hög                              |              | Attmar, Medelpad    |                             | 62.287056, 17.093169 | 10245100810001 | Ladda upp en bild av detta fornminne      |
| Attmar 85:1                              | Röse                             |              | Attmar, Medelpad    |                             | 62.267611, 17.206259 | 10245100850001 | Ladda upp en bild av detta fornminne      |
| Attmar 89:1                              | Stensättning                     |              | Attmar, Medelpad    |                             | 62.280673, 17.058067 | 10245100890001 | Ladda upp en bild av detta fornminne      |
| Kampåkern (Attmar 101:1)                 | Gravfält                         |              | Attmar, Medelpad    |                             | 62.300359, 17.071930 | 10245101010001 | Ladda upp en bild av detta fornminne      |
| Attmar 102:1                             | Hög                              |              | Attmar, Medelpad    |                             | 62.300315, 17.074642 | 10245101020001 | Ladda upp en bild av detta fornminne      |
| Attmar 102:2                             | Hög                              |              | Attmar, Medelpad    |                             | 62.299956, 17.074041 | 10245101020002 | Ladda upp en bild av detta fornminne      |
| Attmar 103:1                             | Hög                              |              | Attmar, Medelpad    |                             | 62.297106, 17.073984 | 10245101030001 | Ladda upp en bild av detta fornminne      |
| Attmar 104:1                             | Hög                              |              | Attmar, Medelpad    |                             | 62.293672, 17.064407 | 10245101040001 | Ladda upp en bild av detta fornminne      |
| Attmar 104:2                             | Hög                              |              | Attmar, Medelpad    |                             | 62.293599, 17.064616 | 10245101040002 | Ladda upp en bild av detta fornminne      |
| Attmar 104:3                             | Hög                              |              | Attmar, Medelpad    |                             | 62.293515, 17.064901 | 10245101040003 | Ladda upp en bild av detta fornminne      |
| Solkullen (Attmar 105:1)                 | Stensättning                     |              | Attmar, Medelpad    |                             | 62.293773, 17.060229 | 10245101050001 | Ladda upp en bild av detta fornminne      |
| Solkullen (Attmar 105:2)                 | Röse                             |              | Attmar, Medelpad    |                             | 62.293703, 17.060033 | 10245101050002 | Ladda upp en bild av detta fornminne      |
| Solkullen (Attmar 105:3)                 | Stensättning                     |              | Attmar, Medelpad    |                             | 62.293605, 17.059971 | 10245101050003 | Ladda upp en bild av detta fornminne      |
| Solkullen (Attmar 105:4)                 | Stensättning                     |              | Attmar, Medelpad    |                             | 62.293798, 17.060403 | 10245101050004 | Ladda upp en bild av detta fornminne      |
| Attmar 106:1                             | Hög                              |              | Attmar, Medelpad    |                             | 62.283933, 17.071630 | 10245101060001 | Ladda upp en bild av detta fornminne      |
| Attmar 106:2                             | Hög                              |              | Attmar, Medelpad    |                             | 62.283818, 17.071452 | 10245101060002 | Ladda upp en bild av detta fornminne      |
| Attmar 106:3                             | Hög                              |              | Attmar, Medelpad    |                             | 62.283936, 17.071322 | 10245101060003 | Ladda upp en bild av detta fornminne      |
| Attmar 107:1                             | Hög                              |              | Attmar, Medelpad    |                             | 62.282914, 17.070297 | 10245101070001 | Ladda upp en bild av detta fornminne      |
| Attmar 108:1                             | Gravfält                         |              | Attmar, Medelpad    |                             | 62.285593, 17.077233 | 10245101080001 | Ladda upp en bild av detta fornminne      |
| Attmar 109:1                             | Gravfält                         |              | Attmar, Medelpad    |                             | 62.280948, 17.071361 | 10245101090001 | Ladda upp en bild av detta fornminne      |
| Högbacken (Attmar 110:1)                 | Hög                              |              | Attmar, Medelpad    |                             | 62.284167, 17.064704 | 10245101100001 | Ladda upp en bild av detta fornminne      |
| Attmar 111:1                             | Grav- och boplatsområde          |              | Attmar, Medelpad    |                             | 62.288109, 17.086341 | 10245101110001 | Ladda upp en bild av detta fornminne      |
| Borgaråsen, Jernsättsberg (Attmar 112:1) | Fornborg                         |              | Attmar, Medelpad    |                             | 62.291601, 17.079941 | 10245101120001 | Ladda upp en bild av detta fornminne      |
| Attmar 113:2                             | Hög                              |              | Attmar, Medelpad    |                             | 62.276934, 17.114253 | 10245101130002 | Ladda upp en bild av detta fornminne      |
| Attmar 114:1                             | Hög                              |              | Attmar, Medelpad    |                             | 62.276738, 17.113147 | 10245101140001 | Ladda upp en bild av detta fornminne      |
| Attmar 114:2                             | Hög                              |              | Attmar, Medelpad    |                             | 62.276607, 17.112775 | 10245101140002 | Ladda upp en bild av detta fornminne      |
| Attmar 114:3                             | Hög                              |              | Attmar, Medelpad    |                             | 62.276143, 17.113526 | 10245101140003 | Ladda upp en bild av detta fornminne      |
| Attmar 115:1                             | Hög                              |              | Attmar, Medelpad    |                             | 62.275127, 17.121263 | 10245101150001 | Ladda upp en bild av detta fornminne      |
| Attmar 116:1                             | Gravfält                         |              | Attmar, Medelpad    |                             | 62.273507, 17.135566 | 10245101160001 | Ladda upp en bild av detta fornminne      |
| Attmar 126:1                             | Röse                             |              | Attmar, Medelpad    |                             | 62.265887, 17.214266 | 10245101260001 | Ladda upp en bild av detta fornminne      |
| Attmar 127:1                             | Hög                              |              | Attmar, Medelpad    |                             | 62.274934, 17.121755 | 10245101270001 | Ladda upp en bild av detta fornminne      |
| Attmar 129:1                             | Hög                              |              | Attmar, Medelpad    |                             | 62.317556, 17.048240 | 10245101290001 | Ladda upp en bild av detta fornminne      |
| Attmar 132:1                             | Hög                              |              | Attmar, Medelpad    |                             | 62.326265, 17.033043 | 10245101320001 | Ladda upp en bild av detta fornminne      |
| Attmar 132:2                             | Hög                              |              | Attmar, Medelpad    |                             | 62.326131, 17.032930 | 10245101320002 | Ladda upp en bild av detta fornminne      |
| Attmar 132:3                             | Stensättning                     |              | Attmar, Medelpad    |                             | 62.326259, 17.032699 | 10245101320003 | Ladda upp en bild av detta fornminne      |
| Attmar 132:4                             | Hög                              |              | Attmar, Medelpad    |                             | 62.326723, 17.032844 | 10245101320004 | Ladda upp en bild av detta fornminne      |
| Attmar 133:1                             | Hög                              |              | Attmar, Medelpad    |                             | 62.324008, 17.026509 | 10245101330001 | Ladda upp en bild av detta fornminne      |
| Attmar 135:1                             | Hög                              |              | Attmar, Medelpad    |                             | 62.326815, 17.023968 | 10245101350001 | Ladda upp en bild av detta fornminne      |
| Attmar 136:1                             | Hög                              |              | Attmar, Medelpad    |                             | 62.326864, 17.026039 | 10245101360001 | Ladda upp en bild av detta fornminne      |
| Attmar 136:3                             | Hög                              |              | Attmar, Medelpad    |                             | 62.326946, 17.026019 | 10245101360003 | Ladda upp en bild av detta fornminne      |
| Attmar 142:1                             | Hög                              |              | Attmar, Medelpad    |                             | 62.325303, 17.024435 | 10245101420001 | Ladda upp en bild av detta fornminne      |
| Attmar 143:1                             | Hög                              |              | Attmar, Medelpad    |                             | 62.324603, 17.029421 | 10245101430001 | Ladda upp en bild av detta fornminne      |
| Attmar 147:1                             | Hög                              |              | Attmar, Medelpad    |                             | 62.273566, 17.151202 | 10245101470001 | Ladda upp en bild av detta fornminne      |
| Attmar 148:1                             | Hög                              |              | Attmar, Medelpad    |                             | 62.277807, 17.113983 | 10245101480001 | Ladda upp en bild av detta fornminne      |
| Attmar 167:1                             | Stensättning                     |              | Attmar, Medelpad    |                             | 62.294374, 17.048247 | 10245101670001 | Ladda upp en bild av detta fornminne      |
| Attmar 167:2                             | Stensättning                     |              | Attmar, Medelpad    |                             | 62.294326, 17.048572 | 10245101670002 | Ladda upp en bild av detta fornminne      |
| Attmar 167:3                             | Stensättning                     |              | Attmar, Medelpad    |                             | 62.294513, 17.047809 | 10245101670003 | Ladda upp en bild av detta fornminne      |
| Attmar 167:4                             | Stensättning                     |              | Attmar, Medelpad    |                             | 62.294499, 17.048310 | 10245101670004 | Ladda upp en bild av detta fornminne      |
| Attmar 173:1                             | Husgrund, förhistorisk/medeltida |              | Attmar, Medelpad    |                             | 62.285991, 16.971499 | 10245101730001 | Ladda upp en bild av detta fornminne      |
| Attmar 190:1                             | Stensättning                     |              | Attmar, Medelpad    |                             | 62.292973, 17.065283 | 10245101900001 | Ladda upp en bild av detta fornminne      |